# Ptilinop de les Palau
El ptilinop de les Palau (Ptilinopus pelewensis) és una espècie d'ocell de la família dels colúmbids (Columbidae) endèmic dels boscos i matolls de les illes Palau.